# Robert Van’t Hof
Robert Van’t Hof (* 10. April 1959 in Lyonwood, Kalifornien) ist ein ehemaliger US-amerikanischer Tennisspieler und Coach (von Lindsay Davenport).

## Karriere
Er spielte von 1980 bis 1990 auf der ATP-Tour. 1980 gewann er für die University of Southern California die NCAA Championships im Einzel.
Seinen ersten ATP-Titel holte er sich 1981 in Taipeh gegen Pat Dupre im Finale mit 7:5 6:2. Ein Jahr später erreichte er das Finale in Cleveland, welches er gegen Sandy Mayer verlor. Des Weiteren stand er in dieser Saison in Auckland im Halbfinale.
Seinen größten Erfolg feierte er 1983 in Wimbledon, wo er nach einem Sieg über Henri Leconte bis ins Achtelfinale kam. Später zog er beim Grand Prix in Las Vegas ins Halbfinale ein. In der Weltrangliste kletterte er bis auf Platz 25. In den kommenden Jahren konzentrierte sich der Amerikaner auf das Doppel-Spiel. Bei den US-Open 1985 erreichte er das Viertelfinale und gehörte 1986 zu den Top 20 der Doppel-Weltrangliste.
Nach einigen Verletzungen feierte Robert van’t Hof 1989 ein überraschendes Comeback. Nachdem er bei neun Turnieren nur zwei Matches gewonnen hatte, holte er sich seinen zweiten (und letzten) Titel auf der ATP-Tour in Seoul. Im Finale setzte er sich dabei gegen Brad Drewett in zwei Sätzen durch. Kurz darauf beendete der 30-jährige seine aktive Laufbahn.
Bekannt wurde Robert van’t Hof in den 1990er Jahren vor allem als Trainer von Lindsay Davenport, einer der erfolgreichsten Tennisspielerinnen der Open-Ära. Er machte aus der unaustrainierten Nachwuchshoffnung eine langjährige Nummer-Eins-Spielerin. Es wurde berichtet, dass van’t Hof Davenport zwei Doggen schenkte, mit denen sie am Strand joggen sollte. Über Jahre hinweg feierte das Team große Erfolge und Davenport holte unter van't Hof drei Grand-Slam-Titel.

## Persönliches
Heute lebt Robert van’t Hof in Newport Beach, Kalifornien, USA. Er und seine Frau Betsy haben drei Kinder: Kaes (1986), Elizabeth (1988) und Brecht (1992). Ersterer war selbst Tennisprofi und stand im Hauptfeld der US Open.

## Erfolge
| Legende                   |
| Grand Slam                |
| Tennis Masters Cup        |
| ATP Masters Series        |
| ATP Tour (8)              |
| ATP Challenger Series (1) |

| Titel nach Belag |
| Hartplatz (4)    |
| Sand             |
| Rasen (1)        |
| Teppich (3)      |

### Einzel

#### Turniersiege
| Nr. | Datum            | Turnier | Belag       | Finalgegner  | Ergebnis |
| --- | ---------------- | ------- | ----------- | ------------ | -------- |
| 1.  | 9. November 1981 | Taipeh  | Teppich (i) | Pat DuPré    | 7:5, 6:2 |
| 2.  | 15. April 1989   | Seoul   | Hartplatz   | Brad Drewett | 7:5, 6:4 |

#### Finalteilnahmen
| Nr. | Datum             | Turnier   | Belag     | Finalgegner       | Ergebnis |
| --- | ----------------- | --------- | --------- | ----------------- | -------- |
| 1.  | 31. Dezember 1979 | Hobart    | Hartplatz | Shlomo Glickstein | 6:7, 4:6 |
| 2.  | 9. August 1982    | Cleveland | Hartplatz | Sandy Mayer       | 5:7, 3:6 |

### Doppel

#### Turniersiege

##### ATP Tour
| Nr. | Datum              | Turnier       | Belag       | Doppelpartner  | Finalgegner                        | Ergebnis      |
| --- | ------------------ | ------------- | ----------- | -------------- | ---------------------------------- | ------------- |
| 1.  | 8. November 1982   | Taipeh        | Hartplatz   | Larry Stefanki | Fred McNair Tim Wilkison           | 6:3, 7:6      |
| 2.  | 18. Juni 1984      | Bristol       | Rasen       | Larry Stefanki | John Alexander John Fitzgerald     | 6:4, 5:7, 9:7 |
| 3.  | 22. September 1985 | Los Angeles   | Hartplatz   | Scott Davis    | Paul Annacone Christo van Rensburg | 6:3, 7:6      |
| 4.  | 31. März 1986      | Atlanta       | Teppich (i) | Andy Kohlberg  | Christo Steyn Danie Visser         | 6:2, 6:3      |
| 5.  | 15. Januar 1990    | Auckland      | Hartplatz   | Kelly Jones    | Gilad Bloom Paul Haarhuis          | 7:6, 6:0      |
| 6.  | 12. Februar 1990   | San Francisco | Teppich     | Kelly Jones    | Glenn Layendecker Richey Reneberg  | 2:6, 7:6, 6:3 |

##### Challenger Tour
| Nr. | Datum            | Turnier      | Belag     | Doppelpartner | Finalgegner              | Ergebnis |
| --- | ---------------- | ------------ | --------- | ------------- | ------------------------ | -------- |
| 1.  | 25. Februar 1991 | Indian Wells | Hartplatz | Joey Rive     | Marty Davis Todd Witsken | 6:4, 7:6 |

#### Finalteilnahmen
| Nr. | Datum            | Turnier  | Belag     | Doppelpartner   | Finalgegner                    | Ergebnis      |
| --- | ---------------- | -------- | --------- | --------------- | ------------------------------ | ------------- |
| 1.  | 19. Oktober 1981 | Tokio    | Teppich   | Larry Stefanki  | Heinz Günthardt Balázs Taróczy | 6:3, 2:6, 1:6 |
| 2.  | 11. Januar 1982  | Auckland | Hartplatz | Larry Stefanki  | Andrew Jarrett Jonathan Smith  | 5:7, 6:7      |
| 3.  | 7. April 1991    | Hongkong | Hartplatz | Glenn Michibata | Patrick Galbraith Todd Witsken | 2:6, 4:6      |